# Weinküfer
Der Weinküfer ist für die Kellerarbeit bei der Weinherstellung zuständig.
Die Bezeichnung leitet sich ab vom Küfer (Fassbinder), entwickelte jedoch im Weinbau ein eigenständiges Tätigkeitsspektrum.

## Tätigkeit
Der Aufgabenbereich des Weinküfers umfasst die Annahme und Kelterung (Pressung) der Weintrauben, des Weiteren die Steuerung und Überwachung der Gärung und den Ausbau des Weines. Zum Ausbau des Weines gehört die Klärung sowie die Verhinderung von späteren Trübungen. Am wichtigsten ist jedoch die Entscheidung des Fülltermins, also dem Zeitpunkt, an dem der Wein seine optimale Reife erlangt hat.

## Berufsbezeichnung
Der Weinküfer war im ursprünglichen Sinne der Fassmeister des Kellers, der Herstellung, Aufstellung und Wartung der Fässer in Obhut hatte. In den vergangenen Jahren ist der Ausbau von Wein im Barrique in Mode gekommen, wodurch auch der Beruf des Küfers in seiner ursprünglichen Form wieder an Ansehen gewonnen hat.

## Deutschland
Von 1952 bis 1982 hieß der Ausbildungsberuf „Weinhandelsküfer“ und von 1982 bis 2013 „Weinküfer“.
Der novellierte Beruf mit der Bezeichnung Weintechnologe trat am 1. August 2013 in Kraft und ersetzt den ehemaligen Beruf Weinküfer. 
Die Ausbildungsordnung zum Weinküfer aus dem Jahr 1982 wurde entsprechend geändert.
Der Weintechnologe ist ein staatlich anerkannter Ausbildungsberuf nach Berufsbildungsgesetz und Handwerksordnung. Er löste am 7. Dezember 1982 den Beruf des Weinhandelsküfers ab.
Die Ausbildungszeit betrug in der Regel drei Jahre. Die Ausbildung erfolgte im dualen System an den Lernorten Betrieb und Berufsschule. Weinküfer arbeiten in Kellereien, Weinbaubetrieben, Winzergenossenschaften und Winzerfachgebieten. Dort stellen sie Most her und verarbeiten ihn zu Wein oder Sekt. Eine Weiterbildung zum Weinküfermeister ist möglich.